# Bob Iles
Robert John Iles (sinh ngày 2 tháng 9 năm 1955) là một cựu cầu thủ bóng đá người Anh thi đấu ở Football League, ở vị trí thủ môn.
Sinh ra ở Leicester, Iles gia nhập Chelsea với mức giá 10.000 bảng Anh vào tháng 6 năm 1978 từ đội bóng Southern League Weymouth và có 18 trận cho câu lạc bộ. Cơ hội đá ở đội một của ông Chelsea bị hạn chế do phong độ tốt của các cầu thủ Peter Bonetti, Petar Borota và Steve Francis. Iles kí hợp đồng với đội bóng non-league Wealdstone vào năm 1983.